# دریاچه دموسون
دریاچه دموسون (به لاتین: Lac d'Émosson) یک مخزن سد در سوئیس است که در کانتون وله واقع شده‌است.